# Dienieżka (1850–1855) BM
Dienieżka (1850–1855) BM – moneta o wartości ½ kopiejki, bita w mennicy w Warszawie, na podstawie zgody cara Mikołaja I z 23 stycznia 1850 r., wyrażonej na wybicie w Warszawie 50 000 rubli w miedzi, stemplami rosyjskimi, według systemu wagowego opartego na funcie rosyjskim i stopy menniczej definiującej bicie 32 rubli z jednego puda miedzi. Została zastąpiona przez monetę dienieżka (1855–1863) BM z monogramem cara Aleksandra II.

## Awers
Na tej stronie umieszczono ukoronowany monogram Mikołaja I „Н І”.

## Rewers
Na tej stronie znajduje się korona, pod nią napis „ДЕНЕЖКА”, poniżej rok 1850, 1851, 1852, 1853, 1854 lub 1855, a pod nim znak mennicy w Warszawie – litery w cyrylicy В.М. (Варшавская Монета).

## Opis
Monetę bito w mennicy w Warszawie, w miedzi, na krążku o średnicy 18 mm, masie 2,56 grama, z rantem gładkim. Według sprawozdań mennicy w latach 1850–1855 w obieg wypuszczono 9 968 219 monet. Dokładne podanie nakładu jest jednak niemożliwe, ponieważ w 1855 roku monetę bito razem z dienieżką (1855–1863) BM, a mennica w swoich sprawozdaniach raportowała jedynie liczbę wprowadzanych do obiegu monet konkretnego nominału, bez podawania typu.
Stopień rzadkości poszczególnych roczników przedstawiono w tabeli:
| Rocznik             | Stopień rzadkości | Szacowana liczba egzemplarzy | Uwagi                                        | Zdjęcie |
| ------------------- | ----------------- | ---------------------------- | -------------------------------------------- | ------- |
| dienieżka 1850 B.M. | R1                | 15 001–80 000                |                                              |         |
| dienieżka 1851 B.M. | R                 | 80 001–400 000               |                                              |         |
| dienieżka 1852 B.M. | R                 | 80 001–400 000               |                                              |         |
| dienieżka 1853 B.M. | R                 | 80 001–400 000               |                                              |         |
| dienieżka 1854 B.M. | R1                | 15 001–80 000                |                                              |         |
| dienieżka 1855 B.M. | R1                | 15 001–80 000                | bito również monety dienieżka (1855–1863) BM |         |

W numizmatyce rosyjskiej moneta zaliczana jest do kategorii monet cara Mikołaja I.
Moneta o tym samym nominale i takich samych rysunkach rewersu i awersu, poza Warszawą, była bita jeszcze w dwóch mennicach:
| Nominał   | Lata      | Znak mennicy | Mennica       | Uwagi              |
| --------- | --------- | ------------ | ------------- | ------------------ |
| dienieżka | 1849      | С.П.М.       | Petersburg    | jako moneta próbna |
| dienieżka | 1849–1855 | Е.М.         | Jekaterynburg |                    |
| dienieżka | 1850–1855 | B.M.         | Warszawa      |                    |